# 紀元前58年
紀元前58年（きげんぜん58ねん）は、ローマ暦の年である。

## 他の紀年法
- 干支 : 癸亥
- 日本
  - 崇神天皇40年
  - 皇紀603年
- 中国
  - 前漢 : 神爵4年
- 朝鮮
  - 檀紀2276年
- 仏滅紀元 : 486年
- ユダヤ暦 : 3703年 - 3704年

## できごと

### ローマ
- 執政官 - ルキウス・カルプルニウス・ピソ・カエソニヌスとアウルス・ガビニウス
- 護民官プブリウス・クロディウス・プルケルは月に1度、ローマの貧民にトウモロコシを分配する組織を作った。また、マルクス・トゥッリウス・キケロを追放した。
- キプロスがローマ帝国の属州となった。
- ガリア戦争勃発
  - 6月 - ガイウス・ユリウス・カエサルがアラル川の戦い (en:Battle of the Arar)でヘルウェティイ族を破った。
  - 7月 - ユリウス・カエサルがビブラクテの戦い (en:Battle of Bibracte)で再びヘルウェティイ族を破った。
  - 9月 - ユリウス・カエサルがウォセグスの戦いでアリオウィストゥス率いるスエビ族を破った。

### エジプト
- ベレニケ4世が父であるプトレマイオス12世の一時的な失脚を受けて、エジプトの女王となった。

### アジア
- ヴィクラマ暦元年

## 誕生
- 1月30日 - リウィア・ドルシッラ、アウグストゥスの2番目の妻（+ 29年）
- 東明聖王 - 高句麗の初代王

## 死去
- Go Museo、北扶余の第6代国王